# Mário Filho
Mário Leite Rodrigues Filho, mais conhecido como Mário Filho (Recife, 3 de junho de 1908 — Rio de Janeiro, 16 de setembro de 1966), foi um jornalista, cronista esportivo e escritor brasileiro. Era irmão do também jornalista e escritor Nelson Rodrigues. É considerado o maior jornalista esportivo que o Brasil já teve.
A exemplo de outros pernambucanos como o seu irmão Nelson Rodrigues, Bezerra da Silva, Hilário Jovino Ferreira, Pedro Ernesto e Chacrinha, Mário Filho é uma figura emblemática do cenário cultural carioca. O nome oficial do Maracanã, "Estádio Jornalista Mário Filho", foi dado em reconhecimento pelo seu apoio à construção da arena, e a expressão "Fla-Flu", que designa o clássico do futebol brasileiro entre Flamengo e Fluminense, é de sua autoria. Além disso, o primeiro desfile competitivo das escolas de samba do Carnaval do Rio de Janeiro foi organizado pelo seu jornal Mundo Sportivo.

## Biografia
Nascido na capital pernambucana, Mário Filho transferiu-se para o Rio de Janeiro ainda durante a infância, em 1916. Iniciou a carreira jornalística ao lado do pai, Mário Rodrigues, então proprietário do jornal A Manhã, em 1926, como repórter esportivo, um ramo do jornalismo ainda inexplorado. Entusiasta do futebol, Mário Filho dedica páginas inteiras à cobertura das partidas dos times cariocas. Em Crítica, segundo jornal de propriedade de seu pai, Mário revolucionou o modo como a imprensa mostrava os jogadores e descrevia as partidas, adotando uma abordagem mais direta e livre de rebuscamentos, inspirado no linguajar dos torcedores. Vem desta época a popularização do "Fla-Flu", expressão que muitos julgam ter sido criada pelo próprio Mário.
Mário fundou aquele que é considerado o primeiro jornal inteiramente dedicado ao esporte do Brasil, O Mundo Sportivo, de curta existência. No mesmo ano (1931) passa a a trabalhar no jornal O Globo, ao lado de Roberto Marinho, seu companheiro em partidas de sinuca. Leva para o jornal o mesmo estilo inaugurado em Crítica e ajuda a tornar o futebol -- então uma atividade da elite -- um esporte de massas. Em 1932, O Mundo Sportivo organiza o Concurso de Escolas de samba.
Em 1936 compra de Roberto Marinho o Jornal dos Sports Lá, Mário criou os Jogos da Primavera em 1947, os Jogos Infantis em 1951, o Torneio de Pelada no Aterro do Flamengo e o Torneio Rio-São Paulo, que cresceu e se tornou o atual Campeonato Brasileiro. Os outros esportes, como as regatas e o turfe, também mereciam de Mário uma cobertura apaixonada.
No final dos anos 40, Mário lutou pela imprensa contra o então vereador Carlos Lacerda, que desejava a construção de um estádio municipal em Jacarepaguá, para a realização da Copa do Mundo de 1950. Mário conseguiu convencer a opinião pública carioca de que o melhor lugar para o novo estádio seria no terreno do antigo Derby Club, no bairro do Maracanã, e que o estádio deveria ser o maior do mundo, com capacidade para mais de 150 mil espectadores.
Consagrado como o maior jornalista esportivo de todos os tempos, Mário faleceu de um ataque cardíaco em 1966, aos 58 anos. Meses depois Célia, sua mulher e paixão de toda uma vida — casaram-se quando ele tinha 18 anos —, se matou. Em sua homenagem, o antigo Estádio Municipal do Maracanã ganhou o nome de Estádio Jornalista Mário Filho.
O grande teatrólogo e cronista Nelson Rodrigues, irmão de Mário Filho, homenageou-o com o jargão "o criador de multidões", pela sua importância na popularização do futebol no Rio de Janeiro e no Brasil.
Contudo, na literatura esportiva, a obra de Mario Filho, além de maior, tornou-se referência nacional. Mario Filho é autor de seis livros com o tema futebol (Copa Rio Branco, 1932; Histórias do Flamengo, 1934;O Negro no Futebol Brasileiro, 1947; Romance do Foot-ball, 1949; Copa do Mundo de 62, 1962 e Viagem em torno de Pelé, 1964). Também escreveu uma biografia do pintor Cândido Portinari, seu amigo de juventude, intitulada Infância de Portinari, publicada postumamente pela Editora Bloch, em 1966.
Seus primeiros livros, entretanto, foram ficções: Bonecas, de 1927 e Senhorita 1950',' de 1928, foram depois renegados pelo autor. Sua última incursão pelo romance se deu com O Rosto, publicado em 1965.

## Obras
- 1927: Bonecas
- 1928: Senhorita 1950
- 1932: Copa Rio Branco
- 1934: Histórias do Flamengo
- 1947: O Negro no Futebol Brasileiro
- 1949: Romance do Football
- 1962: Copa do Mundo de 62
- 1964: Viagem em Torno de Pelé
- 1965: O Rosto
- 1966: Infância de Portinari
- 1994: Sapo de Arubinha (Crônicas reunidas)

## Citação
“Dondinho era preto, preta dona Celeste, preta vovó Ambrosina, preto o tio Jorge, pretos Zoca e Maria Lúcia. Como se envergonhar da cor dos pais, da avó que lhe ensinara a rezar, do bom tio Jorge que pegava o ordenado e entregava-o à irmã para inteirar as despesas da casa, dos irmãos que tinha de proteger? A cor dele era igual. Tinha de ser preto. Se não fosse preto não seria Pelé”
De O Negro no Futebol Brasileiro